# Haba (Spielwarenhersteller)

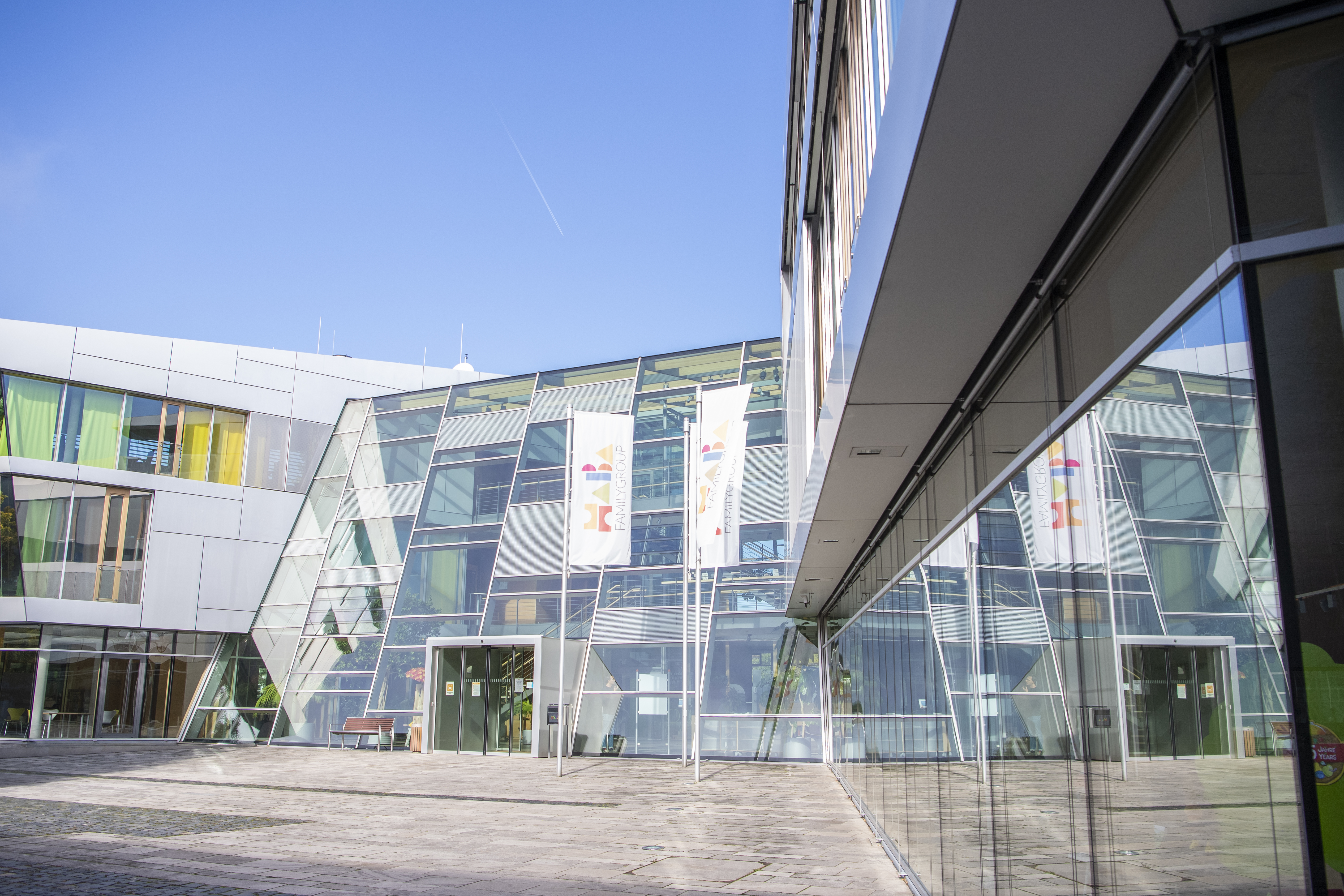
Zentrale der Haba Familygroup in Bad Rodach

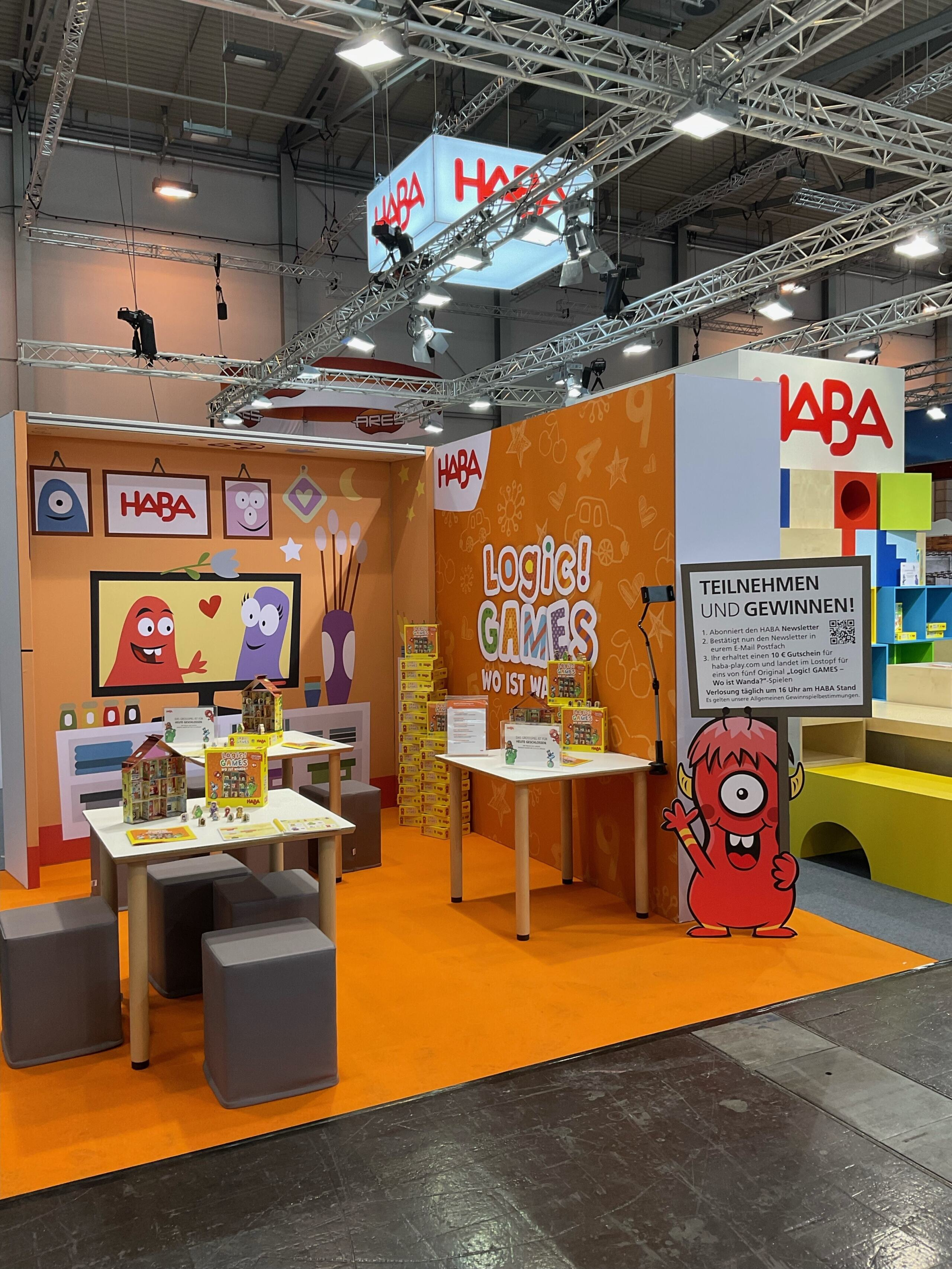
Haba-Messestand bei den Internationalen Spieltagen Essen 2022

Haba (Eigenschreibweise: HABA) ist die Abkürzung für den Habermaass-Konzern mit der Habermaass Family GmbH als Obergesellschaft, ein deutsches Unternehmen zur Herstellung von Spielwaren. Das Unternehmen hat seinen Sitz in Bad Rodach, Landkreis Coburg in Oberfranken, Bayern. Unter der Dachmarke Haba Familygroup sind die Marken Haba und Haba Pro vereint, die eine Produktpalette von Holz- und Textilspielwaren, Brett- und Kartenspielen, Puzzles, Büchern sowie Möbel für Kindertageseinrichtungen bieten. Seit der Gründung 1938 ist Haba in Familienbesitz.

## Geschichte

Altes Logo

Der Kaufmann Eugen Habermaaß (* 1901 in Tübingen) gelangte über Neustadt bei Coburg, wo er in den 1930er Jahren als Prokurist bei dem Unternehmen O. & M. Hausser arbeitete, über Bayreuth, wo er als Direktor der Bayerischen Ostmark-Gilde eGmbH tätig war, 1938 nach Rodach bei Coburg. Im April 1938 erwarb er dort vom Unternehmer Anton Engel für 25.000 RM die Hälfte von dessen Unternehmen, einer Fabrik für fein polierte Holzwaren. Noch im gleichen Monat wurde in der Folge von Habermaaß und Engel gemeinsam mit dem Kaufmann Karl Wehrfritz die Großhandelsgesellschaft Wehrfritz & Co. gegründet.
Karl Wehrfritz schied ein halbes Jahr später aus. Im Jahr 1940 zog sich Anton Engel aus dem Unternehmen zurück, das unter der Firma Habermaaß & Co. zu einer Kommanditgesellschaft umgewandelt wurde. Eugen Habermaaß war geschäftsführender Gesellschafter und seine Ehefrau Luise Mitgesellschafterin. Im Zweiten Weltkrieg produzierte das Unternehmen für die Wehrmacht Transport- und Munitionskisten sowie hölzerne Modellfahrzeuge und Panzer für Ausbildungszwecke. Im Jahr 1945 wurde das Unternehmen von der US-amerikanischen Militärregierung für ein Jahr unter Treuhandverwaltung gestellt. Als Eugen Habermaaß 1955 unerwartet starb, übernahm seine Ehefrau die Geschäftsleitung. Zur selben Zeit begann der gemeinsame Sohn und spätere Geschäftsführer Klaus Habermaaß eine Schreinerlehre. Nachdem er 1961 sein Ingenieurstudium abgeschlossen hatte, trat er aktiv in das Geschäftsleben des Unternehmens ein, das in den Folgejahren stetig wuchs.
Die kleine Manufaktur für Holzspielwaren trat ihre Entwicklung zum Marktführer dieses Sektors an und erweiterte ihre Absatzmärkte. Das oberfränkische Unternehmen expandierte zunächst in die USA, wo 1980 das US-amerikanische Unternehmen Skaneateles Handicrafters zunächst als Produktions- und Vertriebsstandort Teil der Habermaaß GmbH wurde. In den Folgejahren in T. C. Timber umbenannt, erfolgte 2002 die endgültige Umfirmierung des Betriebs zu Haba USA. In der Zwischenzeit entstand unter dem Namen Haba SARL eine französische Niederlassung in der Nähe von Paris (1993) und 2005 Haba UK als Standort im Vereinigten Königreich. 2011 folgte die Gründung einer Niederlassung in Hong Kong (Haba Asia).
Um ihre Produktpalette zu erweitern, beschloss die aus den Unternehmen Haba und Wehrfritz bestehende Gruppe 1987 die Gründung der Jako-o GmbH, eines Versandhandels für Kindermode, Spielwaren und Accessoires, der sich 2004 um die Vertriebsbereiche Fit-z! und Qiéro! erweiterte. Im Jahr 2009 übernahm Habermaaß die Project Schul- und Objekteinrichtungen GmbH, die in Eisleben Schulmöbel herstellt. Im Februar 2015 übernahm die Unternehmensgruppe den Kinder-App-Entwickler Fox and Sheep, der 2020 wieder verkauft wurde.
Zu Haba gehören seit dem 1. Januar 2020 auch vollständig die Haba Digitalwerkstätten, die Verena Pausder zunächst gemeinsam mit dem Unternehmen 2016 gegründet hatte. Ziel der Digitalwerkstätten war es, digitales Wissen an Kinder weiterzugeben.
Im Jahr 2013 hatte die Unternehmensgruppe rund 2000 Mitarbeiter. Der Gesamtumsatz betrug 354 Millionen Euro im Jahr 2012. 2017 änderte das Unternehmen die Schreibweise seiner Firma von Habermaaß GmbH in Habermaass GmbH. 2020 folgte die Umfirmierung der Hauptgesellschaft in Habermaass Family GmbH und der Unternehmensgruppe in Haba Familygroup. Im Jahr 2022 wurden die Marken Wehrfritz, Ausstatter für Krippen, Kindergärten sowie soziale Einrichtungen, und Haba Project, Ausstatter von Bildungseinrichtungen, zur Marke Haba Pro zusammengeschlossen.

### Insolvenz und Sanierung 2023–24
Aufgrund wirtschaftlicher Probleme schloss Haba im April 2023 sämtliche Standorte seiner Digitalwerkstatt, kündigte im Juli 2023 die Streichung von etwa 650 Vollzeitstellen und im August 2023 die Einstellung des Geschäftsbereichs Jako-o für Baby- und Kindermode an. Jako-o hatte langwierige wirtschaftliche Probleme und Anfang 2023 Umsatzeinbrüche bei der Umstellung von veralteter Software auf SAP S/4HANA. Am 12. September 2023 meldete das Unternehmen eine Insolvenz in Eigenverwaltung an. Am 12. Dezember 2023 wurde das Sanierungskonzept bekanntgegeben. Das Geschäft soll sich auf die Marken Haba für Kinderspielwaren und Haba Pro (ehemals Wehrfritz) für Möbel und Ausstattungen für Kitas und Kindergärten konzentrieren. Rund 1000 Beschäftigte sind vorgesehen. 450 gekündigte Mitarbeiter erhielten das Angebot zur Übernahme in eine Transfergesellschaft, die ein halbes Jahr bestehen soll. Seit dem Sommer 2023 hatten rund 200 Angestellte das Unternehmen durch Jobmessen oder auf Eigeninitiative hin verlassen. Das Schulmöbelwerk in der Lutherstadt Eisleben wurde zum 1. Januar 2024 an die Mansfeld Anlagenbau und Umwelttechnik AG veräußert. Zum 1. März 2024 beendete das Unternehmen das Insolvenzverfahren in Eigenverwaltung. Für die eingestellte Kinderbekleidungsmarke Jako-o wurde eine Lizenz an einen Textilhersteller vergeben, der die Marke im Bereich der Funktionsmode und Textilaccessoires in eigener Verantwortung fortführt. Ein weiterer Stellenabbau von fast 100 Mitarbeitern wurde im August 2024 bekanntgegeben.

## Produkte

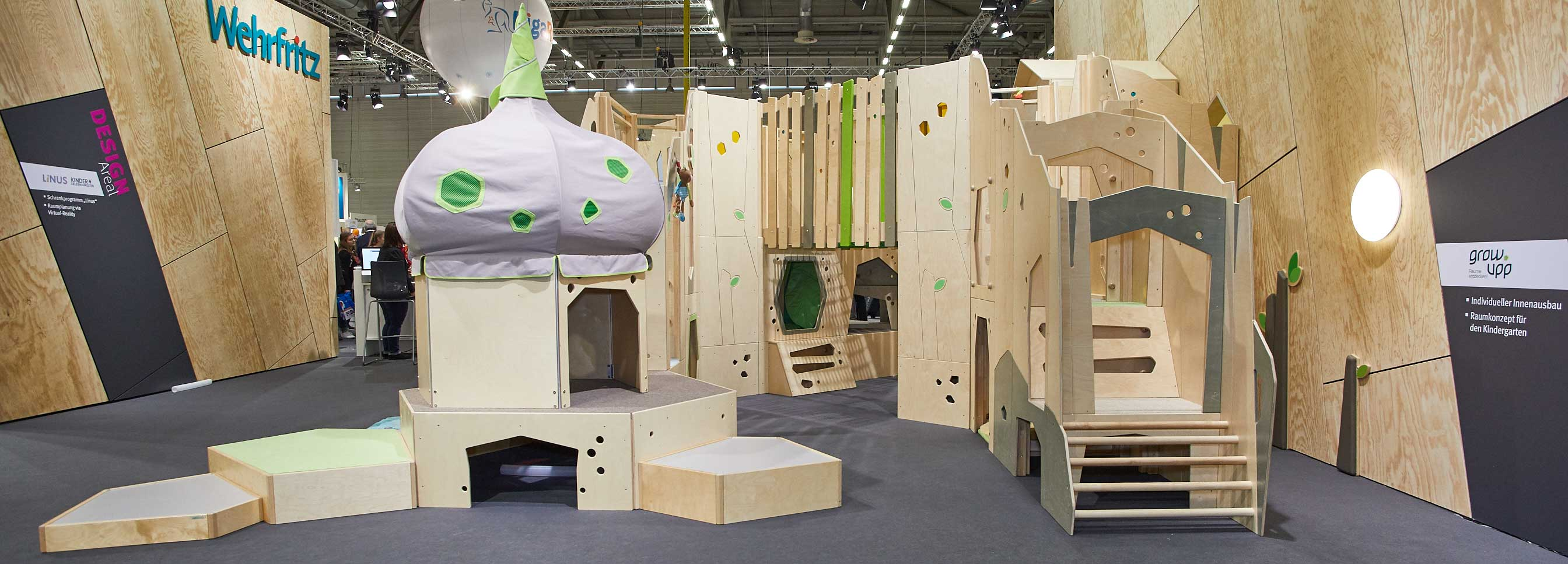
Wehrfritz-Produkte auf der didacta 2019 in Köln

Seit der Gründung des Unternehmens ist die Verarbeitung von Holz, beispielsweise bei Holzspielwaren, ein Schwerpunkt der Produktion. Bekannt wurde das Unternehmen durch seine Bausteine, die bis zum heutigen Tag fester Bestandteil der Produktpalette sind. Eine Design-Abteilung hat über die Jahrzehnte hinweg das Sortiment deutlich erweitert. Neben (Zieh-)Figuren, Fahrzeugen, Greiflingen und diversen Kaufladen-Artikeln entwickelten die Designer ein ausbaubares Kugelbahnsystem für Kinder ab drei Jahren. Puppen und Stoffspielsachen, Teppiche, Kinderzimmer-Accessoires und Leuchten gehören auch zum Sortiment.
Ab Mitte der 1980er Jahre begann Haba Brettspiele zu entwickeln. Aus einem Wettbewerb heraus entstand 1986 das bekannteste Spiel des Unternehmens, der Obstgarten. Seit 2001 entwickelt eine hauseigene Redaktion für Buch und Spiel Neuheiten in diesem Segment. Das Sortiment von Haba umfasst über 1500 Artikel, die in über 50 Ländern von 9500 Fachhändlern vertrieben werden.
Die Spielwaren und Spielfiguren aus Holz werden laut eigenen Angaben überwiegend in Deutschland hergestellt. Geworben wird mit qualifiziertem Qualitätsmanagement, der Verwendung von hochwertigen Rohstoffen und Holz aus nachhaltiger Forstwirtschaft, sowie mit der Einhaltung der Normen für Spielzeugsicherheit.

## Unternehmensstandorte und Absatzgebiete
Seit der Gründung im Jahr 1938 befindet sich der Produktionsstandort des Unternehmens im oberfränkischen Bad Rodach, wenige Kilometer entfernt von der Landesgrenze zu Thüringen. Von dort aus werden das Geschäft und die Tätigkeiten aller Niederlassungen gelenkt und gesteuert. Vertriebsniederlassungen unterhält das Unternehmen in den Vereinigten Staaten, in Frankreich, Asien und Polen. Die Absatzgebiete des Unternehmens reichen von Japan, über Russland, Vorderasien und Europa bis hin nach Nord- und Südamerika.

## Kritik
2010 kam die Stiftung Warentest in einer großen Untersuchung der deutschen Spielehersteller zum Ergebnis, dass mehr als 80 % der getesteten Spielzeuge für unter Dreijährige mit gesundheitsgefährdenden Schadstoffen belastet waren. Auch die Haba Erkundungssteine seien deutlich mit zinnorganischen Verbindungen belastet. Laut dem Wochenmagazin Der Spiegel hätten Kinder jedoch wie die Warentest-Prüfer die Steine schreddern müssen, um mit den Schadstoffen in Kontakt zu geraten.

## Brettspiele für Kinder
Haba hat zahlreiche Brettspiele für Kinder veröffentlicht. Einige der bekanntesten sind:
- Obstgarten, 1986, Anneliese Farkaschovsky
- Timberland, 1989, Klaus Teuber
- Cameo, 1992, Rüdiger Dorn
- Ringel Rangel, 1993, Geni Wyss, Kinderspiel des Jahres 1993
- Karambolage, 1995, Heinz Meister, Kinderspiel des Jahres 1995
- Leinen los!, 1997, Alex Randolph, Kinderspiel des Jahres 1997
- Kayanak, 1999, Peter-Paul Joopen, Kinderspiel des Jahres 1999
- Piraten-Pitt, 2000, Wolfgang Kramer, Deutscher Kinderspiele Preis
- Klondike, 2001, Stefanie Rohner und Christian Wolf, Kinderspiel des Jahres 2001
- Ruhmreiche Ritter, 2002, Roberto Fraga und Odet l'Homer
- Das Zauberschloss, 2003, Wolfgang Panning
- Socken Zocken, 2004, Michael Schacht
- Der schwarze Pirat, 2006, Guido Hoffmann, Kinderspiel des Jahres 2006
- Diego Drachenzahn, 2010, Manfred Ludwig, Kinderspiel des Jahres 2010